# Eurycope crassiramis
Eurycope crassiramis là một loài chân đều trong họ Munnopsidae. Loài này được Golovan miêu tả khoa học năm 2008.